# Dmitro Mikolajovics Karjucsenko
Dmitro Mikolajovics Karjucsenko (ukránul: Дмитро Миколайович Карюченко) (Harkiv, 1980. január 15. –) világ- és Európa-bajnok ukrán párbajtőrvívó.